# Гураль-Сверлова, Нина Вячеславовна
Гураль-Сверлова Нина Вячеславовна (девичья фамилия — Сверлова, род. 26 октября 1970) — один из ведущих украинских специалистов в области исследования наземных моллюсков, малаколог. Кандидат биологических наук, старший научный сотрудник, заведующая лаборатории малакологии Государственного природоведческого музея НАН Украины. Автор около 160 научных публикаций в области малакологии, мириаподопологии, музеологии, среди которых — определители наземных моллюсков Украины и её западного региона. Один из основателей просветительской интернет-программы «Моллюски».

## Профессиональная биография
В 1993 г. закончила биологический факультет Львовского государственного университета им. И. Франка по специальности «Биолог. Зоолог». С 1991 г. работает на разных должностях в Государственном природоведческом музее НАН Украины. В 1996—2000 гг. училась в заочной аспирантуре при музее. В июне 2001 г. защитила кандидатскую диссертацию на тему «Формирование сообществ наземных моллюсков (Gastropoda, Pulmonata) в урбанизированной среде» в Черновицком национальном университете им. Ю. Федьковича. В октябре 2001 г. — феврале 2002 г. проводила научные исследования в Природоведческом музее Берлинского университета как стипендиат Немецкой службы академического обмена (DAAD). С 2012 г. является одним из авторов Просветительской интернет-программы «Моллюски», направленной на популяризацию малакологических знаний и виртуальное экспонирование материалов малакологического фонда Государственного природоведческого музея НАН Украины.

## Монографические издания
1. Сверлова Н. В. Наукова номенклатура наземних молюсків фауни України. — Львів: Вид-во Держ. природозн. музею, 2003. — 78 с.
2. Сверлова Н. В. Наукові колекції Державного природознавчого музею. Вип. 1. Наземні молюски. — Львів, 2004. — 200 с.
3. Сверлова Н. В., Гураль Р.І. Визначник наземних молюсків заходу України. — Львів, 2005. — 217 с.
4. Сверлова Н. В., Хлус Л. Н., Крамаренко С. С. и др. Фауна, экология и внутривидовая изменчивость наземных моллюсков в урбанизированной среде. — Львов, 2006. — 226 с.
5. Балашов І.О., Лукашов Д. В., Сверлова Н. В. Наземні молюски Середнього Придніпров’я / Методичний посібник і визначник. — Київ: Фітосоціоцентр, 2007. — 132 с.
6. Гураль-Сверлова Н. В., Гураль Р.І. Наукові колекції Державного природознавчого музею. Вип. 4. Малакологічний фонд. — Львів, 2012. — 253 с.
7. Гураль-Сверлова Н. В., Гураль Р.І. Визначник наземних молюсків України. — Львів, 2012. — 216 с.
8. Гураль-Сверлова Н. В., Гураль Р. И. Моллюски семейства Unionidae в фондах Государственного природоведческого музея НАН Украины, их конхологическая изменчивость и особенности диагностики . — 2015. — Режим доступа: https://web.archive.org/web/20160127102140/http://www.pip-mollusca.org/page/epubl/unionidae.php - 4.03.2015. — Моллюски семейства Unionidae в фондах Государственного природоведческого музея НАН Украины, их конхологическая изменчивость и особенности диагностики. — ISBN 978-966-02-7540-9 (електронне видання).

## Ключевые научные публикации
1. Гураль-Сверлова Н. В., Гураль Р. И. Новые таксоны наземных моллюсков из родов Chondrula и Brephulopsis с территории Украины // Ruthenica. — 2010. — Т. 20, № 1. — С. 1-12.
2. Гураль-Сверлова Н. В. Обзор наземных моллюсков рода Helicopsis (Hygromiidae) Донецкой возвышенности и прилегающих территорий с описанием новых видов // Ruthenica. — 2010. — Т. 20, № 1. — С. 13-26.
3. Гураль-Сверлова Н. В. Предварительные результаты анатомического исследования моллюсков рода Helicopsis (Hygromiidae) Крыма и Причерноморской низменности // Ruthenica. — 2012. — Т. 22, № 1. — С. 15-34.
4. Гураль-Сверлова, Гураль Р. И. Морфологические, анатомические и поведенческие особенности слизней из комплекса Arion lusitanicus s.l. (Arionidae) на западе Украины // Ruthenica. — 2011. — Т. 21, № 2. — С. 97-111.
5. Сверлова Н. В. О распространении некоторых видов наземных моллюсков на территории Украины // Ruthenica. — 2006. — Т.16. — № 1-2. — С. 119—139.
6. Balashov I., Gural-Sverlova N. An annotated checklist of the terrestrial molluscs of Ukraine // Journal of Conchology. — 2012. — Vol. 41, No. 1. — P. 91-109.
7. Гураль-Сверлова Н. В., Балашев И. А., Гураль Р. И. Современное распространение наземных моллюсков семейства Agriolimacidae на территории Украины // Ruthenica. — 2009. — Т. 19, № 2. — С. 53-61.
8. Гураль-Сверлова Н. В., Мартынов В. В. Первая находка наземных моллюсков рода Gibbulinopsis (Gastropoda, Pulmonata, Pupillidae) на территории Украины // Зоол. журн. — 2010. — Т. 89, № 6. — С. 758—761.
9. Гураль-Сверлова Н. В., Мартынов В. В. Первая находка моллюсков рода Elia (Clausiliidae) на территории Украины // Ruthenica. — 2009. — Т. 19, № 1. — С. 31-35.
10. Гураль-Сверлова Н. В., Гураль Р.И Интересные находки брюхоногих моллюсков (Gastropoda, Aciculidae, Terrestribythinellidae) на территории Украинских Карпат // Зоол. журн. — 2009. — Т. 88, вып. 7. — С. 794—799.
11. Гураль-Сверлова Н. В., Мартынов В. В., Гураль Р. И. Первые находки слизней Parmacella ibera и Deroceras subagreste (Gastropoda, Pulmonata) в Украине // Вестн. зоологии. — 2010. — Т. 44, № 3. — С. 265—269.
12. Гураль-Сверлова Н. В., Тимошенко Е. Г. Oxychilus koutaisanus mingrelicus (Zonitidae) и Stenomphalia ravergiensis (Hygromiidae) — кавказские виды наземных моллюсков на юго-востоке Украины // Ruthenica. — 2012. — Т. 22, № 2. — С. 135—140.
13. Балашёв И. А., Гураль-Сверлова Н. В. Наземные моллюски рода Pyramidula (Pulmonata, Pyramidulidae) Восточной Европы, Центральной Азии и прилегающих территорий // Зоол. журн. — 2011. — Т. 90, № 12. — С. 1423—1430.
14. Сверлова Н. В. Анализ некоторых анатомических и конхиологических признаков, используемых для определения подродов и видов рода Cepaea (Stylommatophora, Helicidae) // Зоол. журн. — 1996. — Т. 75, вып. 6. — С. 933—936.
15. Sverlova N. Landschnecken-Farbpolymorphismus aus physikalischen Gründen (Gastropoda: Pulmonata: Stylommatophora) // Malak. Abh. Mus. Tierkde. Dresden. — 2004. — B. 22. — S. 131—145.
16. Sverlova N. Zur Auswertung der Diversität und Struktur des Polymorphismus bei den Bänderschnecken Cepaea hortensis (Müller 1774) und C.nemoralis (Linné 1758) am Beispiel isolierter Populationen // Mitt. Mus. Nat.kd. Berl., Zool. Reihe. — 2004. — B. 80, H. 2. — S. 159—179.
17. Сверлова Н. В. Полиморфизм интродуцированного вида Cepaea hortensis (Gastropoda, Pulmonata, Helicidae) во Львове. 1. Общие закономерности полиморфизма // Зоол. журн. — 2001. — Т. 80, № 5. — С. 520—524.
18. Сверлова Н. В. Полиморфизм интродуцированного вида Cepaea hortensis (Gastropoda, Pulmonata, Helicidae) во Львове. 2. Изменчивость фенетической структуры в пределах города // Зоол. журн. — 2001. — Т. 80, № 6. — С. 643—649.
19. Sverlova N. Einschleppung und Polymorphismus der Cepaea-Arten am Beispiel von Lwow in der Westukraine(Gastropoda: Pulmonata: Helicidae) // Malak. Abh. Mus. Tierkde. Dresden. — 2002 — B. 20, Nr. 2. — S. 267—274.
20. Гураль-Сверлова Н. В., Гураль Р. И. Конхиологические особенности интродуцированного вида Chondrula microtraga (Gastropoda, Pulmonata, Enidae) в Одессе // Вестн. зоологии. — 2009. — Т. 43, № 2. — С. 161—166.
21. Гураль-Сверлова Н. В., Гураль Р.І. Рідкісні та маловідомі молюски (Gastropoda et Bivalvia) Українських Карпат // Наук. зап. Держ. природозн. музею. — Львів, 2012. — Вип. 28. — С. 131—142.
22. Гураль-Сверлова Н. В., Гураль Р.І. Рідкісні та маловідомі черевоногі молюски (Gastropoda) рівнинної частини заходу України // Біологічні студії/Studia Biologica. — 2014. — T. 8, № 3-4. — С. 255—272.

## Научно-популярные публикации
1. Гураль-Сверлова Н., Гураль Р. 50 найпомітніших молюсків Львова та околиць. — Львів, 2013. — 67 с.
2. Гураль-Сверлова Н. В., Гураль Р.І. Молюски Львова . — 2014. — 66 с. — Режим доступу: https://web.archive.org/web/20160121014701/http://www.pip-mollusca.org/page/epubl/index.php - 14.03.2014. — Молюски Львова. — ISBN 978-966-02-7183-8 (електронне видання).
3. Сверлова Н. Уявити навіть важко, що ховає черепашка // Колосок. — 2006. — № 5. — С. 28-31.
4. Сверлова Н. Звідки ти, равлику? // Колосок. — 2006. — № 6. — С. 28-29.
5. Сверлова Н. Порцелянові равлики: сувеніри, прикраси та гроші // Колосок. — 2007. — № 4. — C. 18-19.